# Sugarcreek (contea di Armstrong, Pennsylvania)
Sugarcreek  è una township degli Stati Uniti d'America, nella contea di Armstrong nello Stato della Pennsylvania. Secondo il censimento del 2000 la popolazione è di 1.557 abitanti.

## Società

### Evoluzione demografica
La composizione etnica vede una prevalenza della razza bianca (98,07%), seguita quella afroamericana (1,67%), dati del 2000.
| township di Kiskiminetas Popolazione |       |
| 2000                                 | 1.557 |
| Stima al 2009                        | 1508  |